# Прогресул (футбольный клуб, Бричаны)
«Прогресул» (рум. Progresul) — ныне несуществующий молдавский футбольный клуб из города Бричаны. Домашние матчи команда проводила на стадионе «Бричаны», который вмещает 2500 зрителей. В сезоне 1992/93 «Прогресул» занял первое место в молдавском Дивизионе «A». Следующие три сезона «Прогресул» провёл в Национальном дивизионе, но выше 12 места клубу занять не удавалось. В 1996 году команда была расформирована.

## История названий
- до июля 1994 — «Вилия»[2]

## Достижения
Дивизион «A»
- Победитель (1): 1992/93